# الوچرچ
الوچرچ (به انگلیسی: Alvechurch) یک روستا و محله مدنی در بریتانیا است که در برامزگرو واقع شده‌است. الوچرچ ۶٬۵۶۴ نفر جمعیت دارد.